# Cal Xipiró

Cal Xipiró, respecte del terme de l'Estany

Cal Xipiró és una masia del terme municipal de l'Estany, a la comarca catalana del Moianès.
Està situada a l'extrem nord del Raval del Prat, a prop del límit municipal i del del veí terme de Moià. És al costat sud-est de Cal Rotllan, al nord-est de Cal Rei i a llevant de Ca l'Alberg.